# Talbrücke Spišské Podhradie
Die Talbrücke Spišské Podhradie  (slowakisch offiziell ohne Ortsangabe Oblúkový most genannt, deutsch „Bogenbrücke“) ist eine Autobahnbrücke der Diaľnica D1 in der Ostslowakei. Sie überquert mit einer Länge von 680 m ein Tal, einen Feldweg sowie ein Torfmoor  nahe dem Travertinhügel Sivá Brada und der Cesta I. triedy 18, südlich von Jablonov und westlich von Spišské Podhradie. Die Brückennummer ist D1-315, die slowakische Brückennummer ist M9365 und zur Bauphase trug die Bezeichnung der Brücke Most 205.
Die Brücke entstand als Teil des Abschnittes Jablonov–Studenec der D1. Sie besteht aus 13 Spannen, wobei die mittleren sieben Spannen (60 m + 70 m + 3 × 80 m + 70 m + 60 m) als Stahlbögen realisiert wurden. Diese Bauform soll an die Geschichte der Landschaft Zips (slowakisch Spiš) erinnern, im Besonderen Bauten im Stil der Gotik. Die Bodenverhältnisse erwiesen sich als wenig geeignet für eine Bogenbrücke, es wurden tektonische Störungen, weiches Gestein und aggressives, sulfathaltiges Wasser festgestellt. Aus diesen Gründen mussten die Fundamente erheblich nachgerüstet werden.
Der Bau der rechten Brückenhälfte begann im April 2009, diese wurde zusammen mit dem Abschnitt Jablonov–Beharovce, hier noch als einbahnige Autostraße, am 7. Juni 2010 feierlich eröffnet. Mit dem Bau der linken Brückenhälfte wurde im Oktober 2010 begonnen und die zur Autobahn ausgebaute Strecke am 14. Dezember 2012 dem Verkehr freigegeben.